# Campionati europei di atletica leggera indoor 2023 - Salto con l'asta femminile
La gara di salto con l'asta femminile ai campionati europei di atletica leggera indoor di Istanbul 2023 si svolge dal 3 al 4 marzo 2023 presso l'Ataköy Athletics Arena.

## Podio
| Pos.    | Atleta           | Nazionalità |
| ------- | ---------------- | ----------- |
| Oro     | Wilma Murto      | Finlandia   |
| Argento | Tina Šutej       | Slovenia    |
| Bronzo  | Amálie Švábíková | Rep. Ceca   |

## Record
| Record                | Record          | Record | Record                             | Record           |
| --------------------- | --------------- | ------ | ---------------------------------- | ---------------- |
| Record mondiale       | Jennifer Suhr   | 5,02 m | Albuquerque, Stati Uniti d'America | 2 marzo 2013     |
| Record europeo        | Elena Isinbaeva | 5,01 m | Stoccolma, Svezia                  | 23 febbraio 2012 |
| Record dei campionati | Elena Isinbaeva | 4,90 m | Madrid, Spagna                     | 6 marzo 2005     |

## Qualificazione
Il minimo di partecipazione era di 4,70 m.

## Programma
| Data    | Ora   | Turno          |
| ------- | ----- | -------------- |
| 3 marzo | 9:15  | Qualificazione |
| 4 marzo | 19:05 | Finale         |

## Risultati

### Qualificazione
Si qualificano alla finale le atlete che raggiungono la misura di 4,65 m (Q) o le migliori 8 (q).
| Pos. | Atleta                 | Nazione   | 4,10 m | 4,30 m | 4,45 m | 4,55 m | 4,65 m | Risultato | Note                                     |
| ---- | ---------------------- | --------- | ------ | ------ | ------ | ------ | ------ | --------- | ---------------------------------------- |
| 1    | Wilma Murto            | Finlandia | –      | o      | o      | o      |        | 4,55 m    | q                                        |
| 1    | Tina Šutej             | Slovenia  | –      | –      | o      | o      |        | 4,55 m    | q                                        |
| 3    | Aikaterinī Stefanidī   | Grecia    | –      | –      | xo     | o      |        | 4,55 m    | q                                        |
| 4    | Michaela Meijer        | Svezia    | xo     | xo     | xxo    | o      |        | 4,55 m    | q                                        |
| 5    | Margot Chevrier        | Francia   | –      | –      | o      | xxo    |        | 4,55 m    | q                                        |
| 6    | Angelica Moser         | Svizzera  | –      | xo     | o      | xxo    |        | 4,55 m    | q                                        |
| 7    | Roberta Bruni          | Italia    | o      | o      | o      | xx-    |        | 4,45 m    | q                                        |
| 7    | Amálie Švábíková       | Rep. Ceca | –      | –      | o      | xx-    |        | 4,45 m    | q                                        |
| 9    | Elisa Molinarolo       | Italia    | o      | xo     | o      | xxx    |        | 4,45 m    |                                          |
| 10   | Ninon Chapelle         | Francia   | –      | o      | xo     | xxx    |        | 4,45 m    | =                                        |
| 10   | Elina Lampela          | Finlandia | o      | o      | xo     | xxx    |        | 4,45 m    |                                          |
| 12   | Lene Onsrud Retzius    | Norvegia  | xo     | o      | xo     | xxx    |        | 4,45 m    | Miglior prestazione personale stagionale |
| 13   | Caroline Bonde Holm    | Danimarca | o      | o      | xxo    | xxx    |        | 4,45 m    | Miglior prestazione personale stagionale |
| 14   | Yana Hladiychuk        | Ucraina   | o      | o      | xxx    |        |        | 4,30 m    |                                          |
| 15   | Nikoleta Kyriakopoulou | Grecia    | xo     | o      | xxx    |        |        | 4,30 m    |                                          |
| 16   | Marie-Julie Bonnin     | Francia   | –      | xo     | xxx    |        |        | 4,30 m    |                                          |
| 16   | Anjuli Knäsche         | Germania  | o      | xo     | xxx    |        |        | 4,30 m    |                                          |
| 18   | Hanga Klekner          | Ungheria  | o      | xxx    |        |        |        | 4,10 m    |                                          |
| 19   | Buse Arikazan          | Turchia   | xxo    | xxx    |        |        |        | 4,10 m    |                                          |

### Finale[2]
| Pos.    | Atleta               | Nazione   | 4,25 m | 4,45 m | 4,60 m | 4,70 m | 4,75 m | 4,80 m | 4,85 m | 4,91 m | Risultato | Note             |
| ------- | -------------------- | --------- | ------ | ------ | ------ | ------ | ------ | ------ | ------ | ------ | --------- | ---------------- |
| Oro     | Wilma Murto          | Finlandia | –      | o      | o      | o      | xxo    | o      | x-     | xx     | 4,80 m    | Record nazionale |
| Argento | Tina Šutej           | Slovenia  | –      | o      | xo     | xo     | xo     | x-     | xx     |        | 4,75 m    |                  |
| Bronzo  | Amálie Švábíková     | Rep. Ceca | o      | o      | o      | xxo    | xxx    |        |        |        | 4,70 m    |                  |
| 4       | Aikaterinī Stefanidī | Grecia    | –      | o      | o      | xxx    |        |        |        |        | 4,60 m    |                  |
| 5       | Margot Chevrier      | Francia   | –      | o      | xo     | xxx    |        |        |        |        | 4,60 m    |                  |
| 6       | Angelica Moser       | Svizzera  | xxo    | o      | xxx    |        |        |        |        |        | 4,45 m    |                  |
| 7       | Michaela Meijer      | Svezia    | xxo    | xxo    | xxx    |        |        |        |        |        | 4,45 m    |                  |
| 8       | Roberta Bruni        | Italia    | o      | xxx    |        |        |        |        |        |        | 4,25 m    |                  |